# Hilara mirhana
Hilara mirhana är en tvåvingeart som beskrevs av Smith 1962. Hilara mirhana ingår i släktet Hilara och familjen dansflugor. Inga underarter finns listade i Catalogue of Life.